# Quintus Ennius
Quintus Ennius, röviden csak Ennius (Rudiae, Kr. e. 239. július 16. – Róma, Kr. e. 168. október 8.) ókori római költő.

## Élete
Ennius Kr. e. 239-ben született a calabriai Rudiae városban. A második pun háborúban katonai szolgálatot viselt, majd Kr. e. 204-ben Szardíniában magára vonta az Idősebb Cato figyelmét. Cato magával vitte őt Rómába, ahol Ennius előkelő családoknál görög és latin nyelvet tanított. Nagy közkedveltségnek örvendett, és később írói működésével megnyerte a Scipiók barátságát is. Kr. e. 184-ben római polgárjogot nyert, és pártfogói bőkezűségéből Picenumban kis birtokot kapott. Kr. e. 169-ben hunyt el.

## Művei
Ennius költői hírnevét főleg az Annales című, 18 könyvből álló nagy történeti eposzának köszönheti, a melyet sokáig a rómaiak nemzeti hőskölteményének tartottak. Mivel Ennius e művében az ősi saturnusi vers helyett a hexametert használta, egyesek szerint az ő hatása, hogy a latin költészetben a nemzeti versformák teljes mellőzésével a görög metrika lett uralkodó.
Ennius írt tragédiákat is elsősorban Euripidész nyomán, és római történelmi komoly drámákat, úgynevezett fabula pratextatákat is Ambracia és Sabinae címmel. Kevésbé voltak elismertek a szintén görög minták után készült vígjátékai. Szatíráit (Saturae) ugyancsak kedvelték, amelyek azonban nem a későbbi gúnykölteményeknek feleltek meg, hanem a legkülönbözőbb tartalmú és versformájú vegyes költemények gyűjteménye volt. Lefordította Szotadesz görög költő tréfás verseit versus Sotadeusokban; a Praecepta vagy Protrepticus valószínűleg etikus célú gnomák gyűjteménye lehetett. A Heduphagetica tárgya Arkhesztratosz görög eredetije után a gasztronómia volt; az Euhemerus pedig Euhémerosz görög író művének átdolgozása. Az Epicharmus természetfilozófiai tanítói költemény volt; a Scipioban az idősebb Scipio Africanus diadalait énekelte meg, de írt epigrammákat is. Műveiből csak töredékek maradtak fenn.